# 福建路
福建路是北宋时设置的路。
太平兴国三年（978年），废威武军，置两浙西南路，治福州。雍熙二年（985年），改为福建路。辖境相当今福建省。元朝至元十五年（1278年）废。下辖福州、建州、泉州、漳州、汀州、南劍州六個州及邵武、興化二個軍，共計八個行政区，因而得名“八闽”。

## 行政區劃
| 州     | 附郭县 | 县                                                                     |
| ------ | ------ | ---------------------------------------------------------------------- |
| 福州   | 闽县   | 侯官县、连江县、长乐县、福唐县、长溪县、古田县、尤溪县、永泰县、梅溪县 |
| 建州   | 建安县 | 建阳县、邵武县、浦城县、将乐县                                         |
| 泉州   | 晋江县 | 南安县、莆田县、仙游县                                                 |
| 漳州   | 龙溪县 | 漳浦县、龙岩县                                                         |
| 汀州   | 长汀县 | 宁化县、沙县                                                           |
| 南劍州 | 剑浦县 | 将乐县、顺昌县、尤溪县                                                 |

## 军事
北宋康定元年（1040年），福建路置10个常驻禁军指挥（营），每个营280人，隶属侍卫亲军步军司，其中福州威果营2个，建州宣毅营2个，泉州、南剑州、漳州、汀州、邵武军、兴化军宣毅营各1个。治平三年（1066年），定福建路禁军的员额为4500人。到福州戍守的还有毫州、青州等地禁军。福建路禁军则派往两广等处更戍。元丰二年（1079），东南诸路禁军共设13将，福建路为东南第10将，编额5000人，驻扎福州和建州。
北宋时期，福建路的厢军有水军、保节军、崇节军。水军部署在福州、建州、漳州、泉州和邵武军。保节军、崇节军为陆军；保节军分驻建州、南剑、汀州；崇节军分驻福州、泉州、漳州、兴化。熙宁四年（1071年），福建路厢军裁并后称保节军，共33指挥、11150人。其中福州有保节军6指挥，每个指挥500人；牢城、都作院工匠各1指挥，每个指挥300人。管理厢军和乡兵的机构是“福建兵部都监厅”。
南宋时期，福建路的军队除禁军、厢军、乡兵外，还在泉州设立新军“殿前司左翼军”。该军拥有较多的水军。宋孝宗在位时，曾从殿前司左翼军挑选2000名水军到江阴一带驻泊，后留下成为江阴水军。绍熙元年（1190年），又从殿前司左翼军水军中派50人到漳州驻防，留在泉州的水军仅剩下500余人。南宋福建厢军的将校有都指挥使、副都指挥使和指挥使，统归福建路安抚使（兼知福州）节制，故称福州知州为郡将。